# Hällums distrikt
Hällums distrikt är ett distrikt i Vara kommun och Västra Götalands län. 
Distriktet ligger nordost om Vara. 

## Tidigare administrativ tillhörighet
Distriktet inrättades 2016 och utgörs av en del av området som Vara köping omfattade till 1971, delen som före 1967 utgjorde socknen Hällum.
Området motsvarar den omfattning Hällums församling hade vid årsskiftet 1999/2000.